# Rebelión de Fries
La Rebelión de Fries, también llamada Rebelión del Impuesto de la Casa, la Rebelión del Impuesto del Hogar y, en alemán de Pensilvania, el Heesses-Wasser Uffschtand, fue una revuelta fiscal armada entre los agricultores holandeses de Pensilvania entre 1799 y 1800. Fue la tercera de tres rebeliones relacionadas con los impuestos en los Estados Unidos del siglo 18, las dos primeras fueron la Rebelión de Shays (centro y oeste de Massachusetts, 1786-1787) y la Rebelión del Whiskey (oeste de Pensilvania, 1794). Fue conmemorado en 2003 con un marcador histórico de Pensilvania erigido en Quakertown, Pensilvania, donde entró en erupción por primera vez.

## Antecedentes
Cuando la Cuasi-Guerra con Francia amenazó con escalar en 1798, el Congreso levantó un gran ejército y amplió la marina. Para pagarlo, el Congreso en julio de 1798 impuso $2 millones en nuevos impuestos sobre bienes raíces y esclavos, repartidos entre los estados de acuerdo con los requisitos de la Constitución. Fue el primer (y único) impuesto federal de este tipo.
El Congreso también había aprobado recientemente las Leyes de Extranjería y Sedición, criminalizando la disidencia y aumentando el poder de la rama ejecutiva bajo John Adams.

## Inicio
En julio de 1798, durante los problemas entre los Estados Unidos y Francia ahora conocidos como la Cuasi-Guerra, el Congreso de los Estados Unidos impuso un impuesto directo (sobre viviendas, tierras y esclavos; a veces llamado el Impuesto Directo de la Casa de 1798) de $2 millones, de los cuales la parte de Pensilvania habría sido de $237 000.
Había muy pocos esclavos en Pensilvania, y el impuesto se evaluaba en consecuencia sobre las casas de vivienda y la tierra, el valor de las casas estaba determinado por el número y el tamaño de las ventanas. El carácter inquisitorial de los procedimientos, con asesores dando vueltas y contando ventanas, despertó una fuerte oposición, y muchos se negaron a pagar, haciendo el argumento constitucional de que este impuesto no se estaba recaudando en proporción a la población.
El subastador de Pensilvania John Fries organizó reuniones, a partir de febrero de 1799, para discutir una respuesta colectiva al impuesto. Como subastador itinerante, Fries estaba bien familiarizado con los problemas de los germano-estadounidenses en la parte sureste de Pensilvania. Esto fue importante porque los tres condados en los que se centraba la oposición (Bucks, Northampton y Montgomery) estaban muy poblados por inmigrantes alemanes que, como señala Chernow, eran «generalmente incultos y fácilmente engañados por rumores, como la noción de que el presidente Adams planeó una boda entre uno de sus hijos y una hija de Jorge III». Muchos abogaron por la resistencia en respuesta al impuesto. En el municipio de Milford, en particular, los asesores no tuvieron éxito en completar sus evaluaciones de impuestos debido a la intimidación. En una reunión convocada por representantes del gobierno en un intento de explicar el impuesto de una manera que calmara las tensiones, los manifestantes que ondeaban banderas de Gadsden, algunos armados y con uniformes del Ejército Continental, los gritaron y convirtieron la reunión en una manifestación de protesta.
Los asesores al principio decidieron continuar su trabajo en Milford. Fries advirtió personalmente a los asesores que renunciaran a su trabajo, pero ignoraron la amenaza. Luego dirigió una pequeña banda armada que acosó a los asesores lo suficiente como para que decidieran abandonar Milford por el momento.
A principios de marzo, una compañía de milicias locales y una creciente fuerza de irregulares armados se reunieron, marchando con el acompañamiento de tambor y fife. Alrededor de un centenar partieron hacia Quakertown en busca de los asesores, a quienes pretendían poner bajo arresto. Capturaron a varios asesores allí, liberándolos con una advertencia de no regresar y para decirle al gobierno lo que les había sucedido.

## Difusión
La oposición al impuesto se extendió a otras partes de Pensilvania. En Penn, el asesor designado renunció bajo amenazas públicas; los asesores en el municipio de Hamilton y Municipio de Northampton también suplicaron que renunciaran, pero fueron rechazados ya que no se podía encontrar a nadie más para ocupar sus lugares.
Se emitieron órdenes federales, y el Alguacil de los Estados Unidos comenzó a arrestar a personas por resistencia fiscal en Northampton. Los arrestos se hicieron sin muchos incidentes hasta que el alguacil llegó a Macungie, entonces conocida como Millerstown, donde se formó una multitud para proteger a un hombre del arresto. Al no hacer ese arresto, el mariscal hizo algunos otros y regresó a Bethlehem con sus prisioneros.
Dos grupos separados de rebeldes prometieron de forma independiente liberar a los prisioneros y marcharon sobre Bethlehem. Prevalecieron sin violencia y liberaron a los resistentes a los impuestos que habían sido arrestados. En respuesta a esta acción, el presidente John Adams llamó a una fuerza de tropas federales y milicias locales. Marcharon hacia los condados rebeldes y comenzaron a hacer arrestos al por mayor de los insurgentes. John Fries estaba entre los hombres capturados.

## Juicios
Treinta hombres fueron a juicio en un tribunal federal. Fries, Frederick Heaney (Hoenig/Haney) y John Getman fueron juzgados por traición y, con los federalistas provocando un frenesí, fueron condenados a ser ahorcados. El presidente John Adams indultó a Fries y a otros condenados por traición. Adams fue impulsado por la definición constitucional más estrecha de traición, y más tarde agregó que los rebeldes eran «alemanes oscuros y miserables, tan ignorantes de nuestro idioma como lo eran de nuestras leyes» y estaban siendo utilizados por «grandes hombres» en el partido de la oposición. Emitió una amnistía general para todos los involucrados el 21 de mayo de 1800.
Los historiadores están de acuerdo en que los federalistas reaccionaron exageradamente y manejaron mal un pequeño episodio. El impacto a largo plazo fue que las comunidades germano-estadounidenses rechazaron al Partido Federalista.